# Посольство Хорватии в США
Посольство Республики Хорватии в Соединённых Штатах Америки — дипломатическая миссия Хорватии в США, расположена в Вашингтоне в Эмбасси Роу на Массачусетс-авеню. Дипломатические отношения были установлены 7 апреля 1992 года. C 2017 года послом является Пьер Шимунович.

## Здание
Здание посольства принадлежало дипмиссии Австрии, которое переехало в более просторное помещение и продало его Хорватии в 1993 году. Около половины от стоимости сделки в размере 2,5 миллионов долларов было собрано хорватско-американской общиной; еще 700 000 долларов было передано хорватско-американской общиной Кливленда для ремонта, участие в котором приняли около 400 волонтёров. Перед зданием посольства установлена большая статуя святого Иеронима работы хорватского скульптора Ивана Мештровича.